# Hatumia cobosi
Hatumia cobosi es una especie de molusco gasterópodo pulmonado de la familia Trissexodontidae.

## Distribución geográfica
Es endémica de la mitad este de Andalucía (España).  